# Odprto prvenstvo Anglije 2011
Odprto prvenstvo Anglije 2011 je teniški turnir za Grand Slam, ki je med 20. junijem in 3. julijem 2011 potekal v Londonu.

## Moški posamično
Novak Đoković :  Rafael Nadal, 6–4, 6–1, 1–6, 6–3

## Ženske posamično
Petra Kvitová :  Marija Šarapova, 6–3, 6–4

## Moške dvojice
Bob Bryan /  Mike Bryan :  Robert Lindstedt /  Horia Tecău, 6–3, 6–4, 7–6(7–2)

## Ženske dvojice
Květa Peschke /  Katarina Srebotnik :  Sabine Lisicki /  Samantha Stosur, 6–3, 6–1

## Mešane dvojice
Jürgen Melzer /  Iveta Benešová  :  Mahesh Bhupathi /  Jelena Vesnina, 6–3, 6–2